# Lophosceles cinereiventris
Lophosceles cinereiventris es una especie de mosca de la familia Muscidae. Se encuentra, principalmente en las zonas Paleárticas.